# Stari grad Ljubuški
Stari grad Ljubuški (još i tvrđava hercega Stjepana) srednjovjekovna je tvrđava koja se nalazi na brdu Buturovica iznad Ljubuškoga. Nacionalni je spomenik Bosne i Hercegovine. Osim Starog grada koji se nalazi na koti od 350 mnv, na Buturovici se nalaze još dva lokaliteta: Gradina Sitomir (395 mnv) te Gradina na Buturovici (397 mnv).
Osnova grada izgrađena je na najvišoj koti u vrijeme srednjovjekovne bosanske države, vjerojatno polovinom XV. stoljeća. Srednjovjekovni grad se sastoji od dominantne masivne kule Herceguše te obora (ograđenog prostora za stoku) ispred nje. Kula je četverokutnog oblika, vanjskih dimenzija 9,7×5 m na čijem su vrhu bile puškarnice. Debljina sjevernog zida je 4,5 m, a istočnog i zapadnog 2 m. Dimenzija obora uz kulu je 20×10 m s ulazom širine 1,3 m na južnoj strani. Debljina zidova oko obora bila je između 1,6 i 2 m. Nakon osvajanja Osmanlije su ga sa svih strana opasale zidovima unutar kojih su ostatci stražarnica, žitnica, pekarne, barutane te četiri cisterne za vodu (čatrnje), od kojih su danas vidljive tri.
Izgradnjom zidova oko srednjovjekovnog dijela koji postaje jezgra tvrđave, Osmanlije ga uobličuju u konačni oblik nepravilnog poligona dimenzija oko 93 × 49,5 m (pravac sjever-jug × pravac istok-zapad), površine oko 3.350 m2. Na sjeverom dijelu grada je ulazni dio i veliki donji obor s tabijom, a na jugu se nalazi gornji obor pregrađen zidom. Između njih se nalazi kompleks srednjovjekovnog grada štićenog jednim pregradnim zidom, i na istočnoj strani odvaja ovaj kompleks od donjeg obora. Na jugoistočnom dijelu sagrađene su dvije dominantne kule okrenute ka istoku. Na svim perimetralnim bedemima bile su puškarnice, dijelom i danas sačuvane.
Gradnja samoga grada veže se za hercega Stjepana Vukčića Kosaču. Prvi spomen datira u 1452. kada su u jeku bile borbe između hercega Stjepana i njegovih sinova - knezova Vladislava i Vlatka. Vladislav je iste godine prešao na stranu Dubrovačke Republike te neuspješno pokušao od oca oteti grad. Grad se 1454. spominje u povelji aragonskoga kralja Alfonsa V. kao civitas Lublano (grad Lublano). Osmanlije su ga prvi put osvojile 1463., ali su ga zbog nedovoljne snabdjevenosti nakon mjesec dana napustili, tako da ga je knez Vlatko vratio pod svoju vlast. Negdje između 1468. i 1477. Osmanlije su ga ponovno osvojile, znatno nadogradile i držale u njemu jaku posadu. Njegov kontinuitet se ogleda kroz višekratna spominjanja. Tako je 1477. spomenut u defteru hercegovačkog sandžaka, 1503. u ugovoru između Osmanlija i Ugarske, kao jedan od pograničnih gradova koji ostaje pod osmanskom vlašću, a Nesuh-aga Vučjaković ga 1633. spominje prilikom gradnje džamije u njegovoj blizini. Napušten je 1835.
- Unutarnji ulaz
- Kula iznad unut. ulaza
- Dio donjeg obora
- Kula Herceguša
- Detalj zida donjeg obora
- Detalj vanjskog zida

## Vanjske poveznice

### Sestrinski projekti
|  | Zajednički poslužitelj ima još gradiva o temi Stari grad Ljubuški |